# جيولوجيا فلسطين

جيولوجيا فلسطين

تشمل جيولوجيا فلسطين صخورًا متحولة عميقة تنتمي إلى الدرع العربي، مغطاة بطبقات من الحجر الرملي، والدولوميت، والحجر الجيري، والجص، والطين التي تعود إلى حقب الحياة القديمة، والوسطى، وحقبة الحياة الحديثة.
أكدت الأبحاث المنشورة عام 2012 وجود طين من عصر البليستوسين في وادي غزة (البسور)، الذي يضم مستجمعًا مائيًا كبيرًا يمتد ليشمل صحراء النقب الشمالية، وجبال الخليل، وقطاع غزة، حيث يصب في البحر الأبيض المتوسط. حددت الدراسة ثلاث قمم كركار في قطاع غزة تمتد من الشمال الشرقي إلى الجنوب الغربي، وهي: سلسلة الشيخ عجلين، وسلسلة المنطار، وسلسلة بيت حانون. خلال فصل الشتاء، يغذي الوادي المنطقة بما يصل إلى 20 مليون متر مكعب من مياه الأمطار.

## حقب ما قبل الكمبري
يبلغ عمر هذا العصر حوالي 4000 مليون سنة، وتكوينات هذا العصر توجد في جنوب فلسطين، عند الزاوية الشمالية الغربية لخليج العقبة، وتغطى مساحة قدرها 70 كم، وترجع أقدم صخور هذا العصر إلى 800 مليون سنة، وتتكون صخور هذا العصر من ثلاث مجموعات.

### الصخور المتحولة
وأهمها صخور الشست، وأشهرها شست إيلات وصخور النايس وتوجد بالقرب من طابا والأمفيبوليت والفيلايت.

### الصخور النارية
وتمثل الجزء الأعظم من صخور ما قبل الكمبري في فلسطين وأهم صخورها الجرانيت.

### الصخور البركانية
وهي أحدث من الصخور النارية وتشمل صخور الكلوارتز بوفيري في الجانب الغربي من جنوب فلسطين.

### القواطع
وهي تدخلات نارية قديمة اندفعت داخل المجموعات الصخرية (النارية والمتحولة) الأقدم منها، وأهم صخورها الجابرو الجرانيت والكوارتز.

## الحقب الزمنية

### حقب الحياة القديمة (الباليوزوي)
وهي تنكشف في جنوب فلسطين وهي قليلة الانتشار ويطلق اسم الحجر الرملي النوبي على صخور هذا العصر وتنقسم هذه الحقب إلى عصرين:

#### العصر الكمبري
تكوين امودي شلومو، كانت صخور هذا العصر تسمى بالحجر الرملي النوبي ثم غير الاسم إلى امودي شلومو، وتكوين تمناع (المنيعة) وهو عبارة عن رسوبيات بحرية وتكوين شحوريت في أقصى جنوب فلسطين يتكون من صخور الأركوز رقيق الطبقات وتكوين بير القطار ويتكون من الحجر الرملي الصلب.

#### العصر البري
لا توجد صخور مكشوفة على سطح الأرض في فلسطين تمثل هذا العصر ولكن صخور هذا العصر تتكون من الحجر الجيري والصخور الطينية والرملية والاندفاعات النارية وتنقسم صخور هذا العصر إلى ثلاثة أنواع تكوين سعد وهو من الصخور الرملية المتعاقبة مع الصخور الطينية، و تكوين أركوف وهو طبقات متعاقبة من الحجر الجيري والصخور الطينية في شمال النقب أما في الجنوب تغلب عليه الصخور الرملية وتكوين يامين ويتكون أساساً من الحجر الجيري والدولوميت.

### حقب الحياة المتوسطة
ويتكون من ثلاثة عصور هي: الترياسي - الجوراسي - الكريتاسي وتغطى صخوره مساحات واسعة من فلسطين خاصة العصر الترياسي.

#### العصر الترياسي
وتوجد صخور هذا العصر في منطقة الرمان والعرين جنوب فلسطين، وما عدا ذلك فهي تحت السطح وصخوره تتكون من الطين والحجر الجيري والدولوميت.

#### العصر الجوراسي
وتوجد صخور هذا العصر فوق صخور العصر السابق وصخوره طينية متعددة الألوان والحجر الجيري والدولوميت.

#### العصر الكريتاسي
وصخوره جيرية في الأسفل ثم صخور رملية في الأعلى.

### حقب الحياة الحديثة
يعد أحدث حقبة زمنية وينقسم إلى عصرين:

#### العصر الثلاثي
وهو الأقدم وتنتشر صخوره في أنحاء البلاد مع تركّزها في الشمال والسهل الساحلي. ويتبعه ثلاث مجموعات صخرية، مرتبة من الأقدم إلى الأحدث: مجموعة عبده، ومجموعة ساقية، اللتان تنتشران في مختلف أنحاء فلسطين، أما المجموعة الثالثة فهي مجموعة البحر الميت، التي تتركز في وادي عربة وغور الأردن.

##### مجموعة عبده
تنتشر على طول وعرض فلسطين وأهم صخوره الحجر الجيري.

##### مجموعة ساقية
وترجع إلى الأيوسن حتى أواسط البليوسين، وتتكون من مجموعة تكاوين تنتشر في فلسطين، بعضها ذو منشأ بحري وبه مستحاثات، وبعضها قاري يتكون من صخور رملية، وكونجلوميرات، وبعضها من المتبخرات (جبس والأنهيدريت).

##### مجموعة البحر الميت
ترجع إلى البليوسين المتأخر والبليوستسين والحديث إذ أخذت فلسطين شكلها الحالي تقريباً، لذلك ظهر التأثير القاري في المناطق الداخلية، وظهرت رسوبيات الكركار في منطقة الساحل، وما زالت متأثرة بالبحر، بمعنى تداخل تأثير كل من القارية والبحر عليها، أما رسوبيات وادي عربة والبحر الميت فهي رسوبيات بحيرات قارية.

#### العصر الرباعي
وتكويناته هي من صخور المارل، والحجر الجيري، والصخور الرملية، والجلاميد، والكركار، بالإضافة إلى الرواسب الحديثة التي تشكلت خلال الـ11 ألف سنة الأخيرة، وتشمل: الكثبان الرملية، وتربة اللويس، ورسوبيات الأودية، ورسوبيات الينابيع.